# Brasilicia
Brasilicia is een geslacht van korstmossen behorend tot de familie Byssolomataceae. De typesoort is Brasilicia brasiliensis.

## Soorten
Volgens Index Fungorum bevat het geslacht zes soorten (peildatum december 2021):
| Soortnaam                | Auteur(s)                           | Publicatiejaar |
| ------------------------ | ----------------------------------- | -------------- |
| Brasilicia brasiliensis  | (Müll. Arg.) Lücking, Kalb & Sérus. | 2008           |
| Brasilicia dimerelloides | (Vězda) Farkas                      | 2015           |
| Brasilicia foliicola     | (Vězda) Farkas                      | 2015           |
| Brasilicia ituriensis    | (Vězda) Farkas                      | 2015           |
| Brasilicia olivaceorufa  | (Vain.) Farkas                      | 2015           |
| Brasilicia subsimilis    | (Vězda) Farkas                      | 2015           |